# مايكل كيارني
مايكل كيارني (بالإنجليزية: Michael Kearney)‏ هو أستاذ جامعي أمريكي، ولد في 18 يناير 1984 في هونولولو في الولايات المتحدة.

## وصلات خارجية
- مايكل كيارني على موقع IMDb (الإنجليزية)